# LEW V 100
LEW V 100 - lokomotywa spalinowa wyprodukowana w latach 1964–1978 dla kolei wschodnioniemieckich. Wyprodukowano 869 spalinowozów Lokomotywy zostały wyprodukowane do prowadzenia pociągów towarowych i osobowych na niezelektryfikowanych liniach kolejowych.

## Historia
Pierwsza lokomotywa spalinowa została wyprodukowana w 1964 roku oraz zaprezentowana podczas wiosennych targów lipskich w charakterystycznym niebieskim malowaniu. W 1968 roku została wyprodukowana trzecia taka lokomotywa w białym malowaniu.
Natomiast kolejne produkowane lokomotywy malowano na kolor bordowy tak samo jak druga lokomotywa jednak pozbawione zostały barierek. Lokomotywy zostały oznakowane jako Baureihe 110. Ostatnia lokomotywa została wyprodukowana na wiosnę 1978 roku. Później także produkowano takie lokomotywy spalinowe jednak o wzmocnionej mocy silnika spalinowego. Kilka lokomotyw zachowano jako czynne lokomotywy zabytkowe oraz jako pomniki.